# Palazzo Bevilacqua-Costabili
Pour les articles homonymes, voir Bevilacqua (homonymie) et Costabili.
Le Palazzo Bevilacqua-Costabili est un palais Renaissance situé dans le centre de Ferrare, en Émilie-Romagne, en Italie.

## Histoire
Le palais a été commandé par la famille Bevilacqua-Aldobrandini en 1430 après le mariage de Cristin Francesco Bevilacqua et Lucia Ariosti. Le dessin de la façade est attribué à Giovanni Battista Aleotti. En 1602, le palais fut habité par le cardinal Bonifacio Bevilacqua, et en 1710, par Ercole Bevilacqua, juge à Ferrare.
En 1830, le marquis Giovanni Battista Costabili Containi a acheté et restauré le palais. En 1916, le comte Francesco Mazza a acquis le palais qui subit de multiples transformations, et inclut un institut psychiatrique, un supermarché et un théâtre. En 2006, le palais a rouvert après restauration ; il est désormais le siège de la Faculté des sciences économiques de l'Université de Ferrare. L'étage noble conserve encore des pièces avec des fresques, dont certaines par Francesco Saraceni.